# Rudy Kurniawan
Rudy Kurniawan (ur. 10 października 1976 w Dżakarcie) – indonezyjski fałszerz win ekskluzywnych, obecnie sztukmistrz i edukator w branży alkoholowej.
Znany z tego, że m.in. oferował więcej butelek magnum limitowanej edycji Château Lafleur z 1947 r. niż faktycznie wyprodukowano, a na etykiecie jego Clos Saint-Denis Grand Cru widniał fikcyjny rocznik sprzed daty powstania tej linii win. W 2013 r. został skazany w Stanach Zjednoczonych na 10 lat więzienia.

## Wczesne życie i edukacja
Oryginalnie jego imię i nazwisko brzmiało Zhen Wang Huang, ale jego chińskiego pochodzenia ojciec nadał mu indonezyjskie nazwisko, aby dać mu poczucie „autonomii”.
Około 1998 rok przybył na wizie studenckiej do USA, gdzie uczęszczał na California State University w Northridge.
Kurniawan w 2001 roku bezskutecznie starał się o azyl polityczny w Stanach Zjednoczonych. Po wyczerpaniu wszystkich możliwości apelacji w 2003 r. Służba Imigracyjna i Celna Stanów Zjednoczonych przekonała sąd, aby nakazał Kurniawanowi poddanie się dobrowolnej deportacji. Nakazano mu opuścić kraj najpóźniej do 25 kwietnia 2003 r., on jednak zamiast tego zdecydował się nielegalnie pozostać w Stanach Zjednoczonych.

## Rodzina
Rodzina Kurniawana mieszka w Indonezji. Jego stryjowie ze strony matki, Hendra Rahardja i Eddy Tansil, również dopuścili się oszustwa na wielką skalę i również zostali skazani na karę więzienia.

## Kariera winiarska
Kurniawan zaczął kupować i sprzedawać duże ilości rzadkich win na początku XXI w. wydając do 2006 r. nawet 1 mln dolarów miesięcznie na zakup partii aukcyjnych. W tym samym czasie zaczął organizować degustacje rzadkich win z innymi kolekcjonerami; podczas tych wydarzeń wykazywał tak duże zamiłowanie do producenta luksusowych win burgundzkich, Domaine de la Romanée-Conti, że zaczęto go nazywać „Dr. Conti”. W tym czasie opisywano go jako posiadacza „prawdopodobnie największej piwnicy na Ziemi”.
Ostatecznie w 2006 roku sprzedał swoje dzieła Johnowi Kaponowi na dwóch dużych aukcjach w Acker i Merral&Condit, zarabiając na pierwszej z nich 10,6 mln dolarów pierwszym i 24,7 mln dolarów na drugiej. Druga aukcja była rekordową kwotą dla pojedynczej sprzedaży wina na aukcji, bijąc poprzedni rekord o ponad 10 milionów dolarów. Podczas obu aukcji Kurniawan wystawił na sprzedaż osiem magnumów z 1947 roku z Château Lafleur.
W kwietniu 2007 roku Kurniawan sprzedał na aukcji Christie's w Los Angeles kilka butelek magnum Château Le Pin z 1982 roku; butelki te znalazły się na okładce katalogu aukcyjnego. Przedstawiciele Château Le Pin skontaktowali się z domem aukcyjnym i wskazali, że butelki są fałszywe; po przeprowadzeniu dalszych kontroli Christie's wycofał partię z aukcji. Podczas konferencji poświęconej jedzeniu i winu TASTE3 w 2007 r., która odbyła się w Napa w Kalifornii, David Molyneux-Berry, były szef działu win w Sotheby's, zauważył, że wyprodukowano tylko pięć magnumów Lafleur z 1947 r., co wskazuje, że wina Kurniawana sprzedawane w 2006 r. były z całą pewnością podróbkami.
W 2008 roku Kurniawan sprzedał kilka butelek rzekomo wyprodukowanych przez Domaine Ponsot z apelacji Clos Saint-Denis Grand Cru, pochodzących z roczników od 1945 do 1971. Według Laurenta Ponsota, szefa Domaine Ponsot, nie produkowali wina Clos Saint-Denis przed 1982 rokiem. Ponsot skontaktował się z domem aukcyjnym i przedmioty zostały usunięte. Później Ponsot spotkał się z Kurniawanem i zastanawiał się, czy Rudy był faktycznie fałszerzem, czy też po prostu ostatnią osobą, która miała styczność z podrobionym winem.
Po odwołaniu sprzedaży Ponsota pochodzenie wina Kurniawan było coraz częściej kwestionowane. W 2009 r. Bill Koch wniósł przeciwko niemu pozew, zarzucając Kurniawanowi, że świadomie sprzedawał jemu i innym kolekcjonerom fałszywe butelki, zarówno na aukcjach, jak i prywatnie. Nie spłacił również pożyczki w wysokości 10 milionów dolarów zaciągniętej w domu aukcyjnym Acker, Merrall & Condit, gdzie sprzedał większość swojego wina, w tym wycofaną sprzedaż wina Ponsot. W lutym 2012 r. dom aukcyjny Spectrum Wine Auctions musiał wycofać z aukcji w Londynie kilka partii wina o szacunkowej wartości 785 000 dolarów, gdy pojawiły się zarzuty, że Kurniawan przekazał je na aukcje za pomocą pośrednika.

## Aresztowanie i proces
Rano 8 marca 2012 roku FBI aresztowało Kurniawana w jego domu w kalifornijskiej Arcadii. Kiedy agenci przeszukali jego dom, znaleźli niedrogie wina z Hrabstwa Napa z notatkami wskazującymi, że będą podawane jako starsze roczniki Bordeaux, a także korki, znaczki, etykiety i inne narzędzia służące do podrabiania wina. 9 marca oskarżono go w Nowym Jorku o szereg przypadków oszustw pocztowych i oszustw telekomunikacyjnych. Późniejsze dochodzenia wykazały, że Kurniawan kupował niedrogie, choć stare wina burgundzkie i przeetykietowywał je, umieszczając na nich prestiżowe nazwy producentów i roczniki.
Pierwotną datę rozprawy karnej wyznaczono na 9 września. Ze względu na kolizję terminu rozprawy z okresem zbiorów winogron na półkuli północnej, 6 maja 2013 r. sędzia podjął decyzję o umożliwieniu trzem świadkom (Aubertowi de Villaine z Domaine de la Romanée-Conti, Christophe'owi Roumierowi z Domaine Georges Roumier i Laurentowi Ponsot z Domaine Ponsot ) złożenia zeznań przed rozprawą na taśmie wideo, ponieważ nie mogliby się oni stawić w tym czasie na Manhattanie.
Proces Kurniawana rozpoczął się 9 grudnia 2013 r. i zakończył się 18 grudnia 2013 r., kiedy ława przysięgłych uznała go za winnego. 7 sierpnia 2014 roku został skazany na 10 lat więzienia.

## Deportacja
Został zwolniony 7 listopada 2020 r. i przekazany w ręce Służby Imigracyjnej i Celnej w celu deportacji do Indonezji, która odbyła się 8 kwietnia 2021 r.

## Ofiary i skutki
Ofiarami oszustwa Kurniawana był m.in. Bill Koch, który pozwał Kurniawana w 2009 r., twierdząc, że sprzedawał on podrobione butelki na aukcjach i poprzez sprzedaż prywatną — konkretnie: Pétrus z 1947 r., Comte Georges de Vogüé Musigny Cuvée Vieilles Vignes z 1945 r. i dwie butelki Domaine de la Romanée-Conti z 1934 r. W lipcu 2014 r. Koch i Kurniawan zawarli ugodę pozasądową, w ramach której Koch otrzymał odszkodowanie w wysokości 3 mln dolarów, a Kurniawan miał zostać dokładnie przesłuchany w sprawie swojej wiedzy na temat fałszerstw w przemyśle winiarskim. W lutym 2012 r. firma Acker, Merrall & Condit była nadal zadłużona na kwotę prawie 3,5 mln dolarów z tytułu niespłaconych pożyczek udzielonych Kurniawanowi. W styczniu 2015 r. zbadano zawartość prywatnej kolekcji win Kurniawana w celu wykrycia win, które nie są podróbkami i które mogłyby zostać sprzedane, aby pomóc spłacić długi jego ofiarom. Zostały one sprzedane za 1,5 miliona dolarów.   
Po uwięzieniu Rudy Kurniawan został deportowany do Indonezji. Od 2023 roku Kurniawan podrabia wina na potrzeby ekskluzywnych kolacji w Singapurze podczas których porównuje się je z oryginałami.

## Film
Jego historia została przedstawiona w firmie dokumentalnym z 2016 r. pt. Sour Grapes w reżyserii Jerry’ego Rothwella i Reubena Atlasa. W filmie pojawia się informacja, że w prywatnych kolekcjach może nadal znajdować się około 10 000 jego autorskich, podrobionych butelek.